# 恩斯特·瓦尔特·迈尔
恩斯特·瓦尔特·迈尔（德語：Ernst Walter Mayr，1904年7月5日—2005年2月3日），20世紀最主要的演化生物學家之一，也是一位分類學家、熱帶探險家、鳥類學家、博物學家與科學史家。他原本在德國的柏林博物館研究鳥類，後來前往美國紐約的自然史博物館。1954年當選美國國家科學院院士，1970年獲得國家科學獎章，他一生中共得33個獎項。

## 生平
1904年出生於德國巴伐利亞的肯普滕。
在美國的期間，他研究鳥類的分類，並描述了南太平洋的26個新種與455個新亞種。這些研究形成了生物學物種觀念（biological species concept），他將物種定義為一個能夠互相交配且生下具生育力後代的群體。此外他也提出新的物種的形成理論，稱為邊域性物種形成（peripatric speciation）。
1942年出版的書《動物學家的系統分類學與物種起源觀點》（Systematics and the Origin of Species from the Viewpoint of a Zoologist），是演化生物學的現代綜合理論建立根基之一。這種理論在1930年代左右成形，是一種將19世紀孟德爾遺傳學與達爾文演化論整合的理論。
1953年他到哈佛大學的比較動物學博物館擔任館長，研究科學史與哲學。1975年退休之後，出版了許多書籍。直到99歲仍然出版了《进化是什么？》（What Evolution Is） (ISBN 0465044263)。
他結縭五十五年的妻子瑪格麗特·迈尔（Margarete Mayr），已在一九九○年去世。他們共留下兩個女兒、五個孫子與十個曾孫。他則享壽一百歲。
2005年，迈尔逝世於美國麻塞諸塞的貝德福德（Bedford）。

## 外部連結
- Harvard Gazette: Ernst Mayr, giant among evolutionary biologists, dies at 100
- Sciscape新聞報導 - 生物：哈佛演化學巨擘Ernst Mayr逝世，享年一百